# Шубино (Родниковский район)
Шубино — деревня в Родниковском районе Ивановской области России. Входит в состав Каминского сельского поселения.

## География
Расположена в 1 км к северу от села Каминский.

## История
Деревня была основана в 1896 г. Возле деревни была возвышена ткацкая фабрика им. Каминского. Позже фабрики и остальные сооружения были разрушены.
В 1992 году деревня считалась официально заброшена, однако спустя пару лет деревней начали интересоваться чуть больше людей.

## Население
| 2010 |
| ---- |
| 61   |

Компания «ГесПроИваново» провела анализ кол-ва жителей в деревне Шубино в 1989 году — тогда оно составляло 92 человека.

## Инфраструктура
Личное подсобное хозяйство.

## Транспорт
Просёлочная дорога к селу Каминский с выездом на автодорогу 24Н-100.